# Escándalo del 1Malaysia Development Berhad

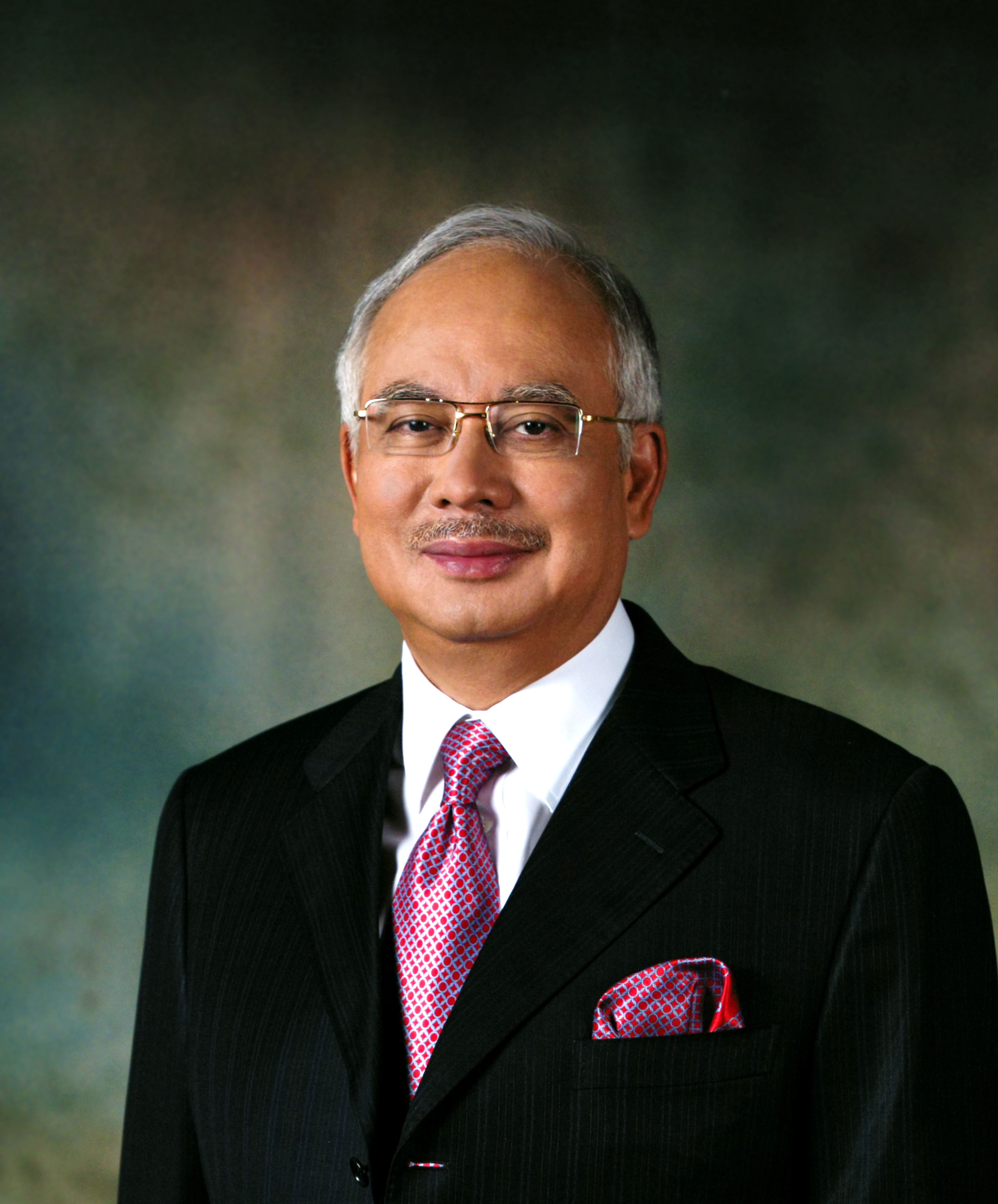
Najib Razak, acusado de canalizar más de 2.670 millones de MR (casi 700 millones de dólares) del 1Malaysia Development Berhad (1MDB) a sus cuentas bancarias personales

El escándalo del 1Malasia Development Berhad o escándalo 1MDB es un escándalo político que está ocurriendo en Malasia. En 2015, el ex primer ministro de Malasia, Najib Razak, fue acusado de canalizar más de 2.670 millones de MR (casi 700 millones de dólares) del 1Malaysia Development Berhad (1MDB), una empresa de desarrollo estratégico dirigida por el gobierno, a sus cuentas bancarias personales. El evento provocó críticas generalizadas entre los malasios, y muchos pidieron la renuncia de Najib Razak, incluido Mahathir Mohamad, uno de los predecesores de Najib como primer ministro, que finalmente derrotó a Najib para volver al poder después de las elecciones federales de 2018.
El líder político Anwar Ibrahim ha cuestionado abiertamente las credenciales de 1MDB. Dijo al Parlamento que, según los registros que obran en poder de la comisión de empresas, «no tiene domicilio social ni auditor designado». Según sus cuentas públicas, 1MDB tiene una deuda de casi 42.000 millones de RM (11.730 millones de dólares). Parte de esta deuda fue el resultado de una emisión de bonos de 3.000 millones de dólares garantizada por el Estado en 2013, encabezada por Goldman Sachs, quien se cree que ha ganado hasta 300 millones de dólares en honorarios solo por ese acuerdo, aunque cuestiona esta cifra. La Conferencia de Gobernantes de Malasia ha pedido que las investigaciones del gobierno se completen lo antes posible, diciendo que el tema está causando una crisis de confianza en Malasia.
Después de las elecciones de 2018, el recién elegido primer ministro, Mahathir Mohamad, dijo que había suficientes pruebas para reabrir una investigación sobre el escándalo del 1MDB. En los meses posteriores a las elecciones, las autoridades malasias prohibieron a Najib Razak abandonar el país, se incautaron de una enorme cantidad de dinero en efectivo y objetos de valor en locales vinculados con él y lo acusaron de abuso de confianza, blanqueo de dinero y abuso de poder, mientras que a Jho Low se le acusó de blanqueo de dinero. El Departamento de Justicia de Estados Unidos, tras haber presentado denuncias en las que se alegaba que más de 4.500 millones de dólares estadounidenses fueron desviados de la 1MDB por Jho Low y otros conspiradores, entre ellos funcionarios de Malasia, Arabia Saudita y los Emiratos Árabes Unidos, dijo que seguiría investigando la 1MDB y que esperaba con interés trabajar con las autoridades malasias.

## Destape en los medios
El portal de noticias Sarawak Report y el periódico británico The Sunday Times informaron que el financiero Jho Low, con sede en Penang, que tiene vínculos con el hijastro de Najib, desvió 700 millones de dólares estadounidenses de una empresa conjunta entre 1MDB y PetroSaudi International a través de Good Star Ltd. Un correo electrónico reveló que Jho Low tenía la aprobación del préstamo del primer ministro Najib por 1.000 millones de dólares sin obtener ninguna aprobación del Banco Negara. El Informe Sarawak mostró las actas de una reunión en la 1MDB en la que el CEO Arul Kanda entregó extractos bancarios falsos relativos a las cuentas de su filial en la sucursal de Singapur del Banco BSI. Arul Kanda negó la acusación de que había dado estados de cuenta bancarios falsos al Banco Negara.
Se afirmó a través de un informe del Wall Street Journal que 1MDB realizó compras de activos energéticos a precios excesivos en Malasia a través de Genting Group en 2012. Genting supuestamente donó este dinero a una fundación controlada por Najib Razak, que lo utilizó para la campaña electoral durante las elecciones federales de 2013. Según un informe que cita a 1MDB, la empresa negó haber pagado en exceso por sus activos energéticos. Se citó a 1MDB diciendo que sus adquisiciones de energía se hicieron solo cuando la empresa estaba convencida de su valor a largo plazo.

## Sentencia
El 28 de julio de 2020 Najib Razak fue encontrado culpable de un cargo de abuso de poder, tres cargos de obstrucción de la justicia, tres cargos de lavado de dinero, lo que totalizan siete cargos por la corte internacional. Se anunció que fue condenado a 12 años de prisión y a pagar una multa de 210 millones de ringgits malayos (49,5 millones de dólares estadounidenses).